# Horst Frost
Horst Frost (* 15. Mai 1925; † 2008) war ein deutscher SED-Funktionär. Er war von 1950 bis 1952 Mitglied des Landtags Sachsen-Anhalt mit dem Mandat des Freien Deutschen Gewerkschaftsbundes.

## Leben
Frost, Sohn eines Arbeiters, besuchte die  Volksschule und arbeitete als Bergmann und Fabrikarbeiter. Nach dem   Zweiten Weltkrieg  wurde er Mitglied der Sozialistischen Einheitspartei Deutschlands (SED) und des Freien Deutschen Gewerkschaftsbundes  (FDGB).  Er arbeitete wieder als Bergmann und wohnte 1950 in Memleben.
Er besuchte eine Kreisparteischule und war von 1950 bis 1952 mit dem Mandat des FDGB Mitglied des Landtags von Sachsen-Anhalt. Später wurde er hauptamtlicher Funktionär im SED-Parteiapparat. Von Januar 1967 bis November 1972 fungierte er als Zweiter Sekretär und von November 1972 bis November 1989 als Erster Sekretär der SED-Kreisleitung  Nebra (Nachfolger von Manfred Brendel).
Frost war Mitglied des Vereins Gesellschaft zum Schutz von Bürgerrecht und Menschenwürde, wohnte zuletzt in Roßleben und verstarb im Jahr 2008.

## Auszeichnungen
- 1950 Aktivist
- 1975 Vaterländischer Verdienstorden in Bronze